# Крейвяни (Сувальський повіт)
Крейвяни (пол. Krejwiany) — село в Польщі, у гміні Рутка-Тартак Сувальського повіту Підляського воєводства.
Населення — 45 осіб (2011).
У 1975-1998 роках село належало до Сувальського воєводства.

## Демографія
Демографічна структура станом на 31 березня 2011 року:
|          | Загалом | Допрацездатний вік | Працездатний вік | Постпрацездатний вік |
| -------- | ------- | ------------------ | ---------------- | -------------------- |
| Чоловіки | 20      | 4                  | 16               | 0                    |
| Жінки    | 25      | 2                  | 17               | 6                    |
| Разом    | 45      | 6                  | 33               | 6                    |